# Małoje Malcewo
Małoje Malcewo (ros. Малое Мальцево) – wieś (ros. деревня, trb. dieriewnia) w zachodniej Rosji, w sielsowiecie biesiedinskim rejonu kurskiego w obwodzie kurskim.

## Geografia
Miejscowość położona jest 1 km na zachód od rzeki Rać (prawy dopływ Sejmu), 4 km od centrum administracyjnego sielsowietu (Biesiedino), 16 km na wschód od centrum administracyjnego rejonu (Kursk), 4 km od drogi federalnej R-298 (Kursk – Woroneż – R22 «Kaspij»; część europejskiej trasy E38).
We wsi znajduje się 14 posesji.
Klimat
Miejscowość, jak i cały rejon, znajduje się w strefie klimatu kontynentalnego z łagodnym ciepłym latem i równomiernie rozłożonymi opadami rocznymi (Dfb w klasyfikacji klimatów Köppena).

## Demografia
W 2010 r. wieś zamieszkiwało 15 osób.